# Processus styloideus radii

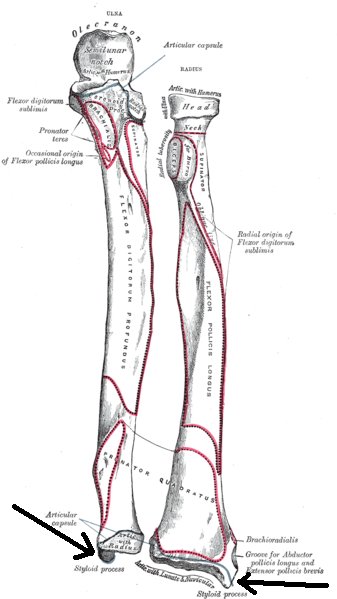
A singcsont és az orsócsont (a nyíl mutatja a nyúlványokat)

A processus styloideus radii az orsócsont (radius) külső oldalán található mint egy meghosszabbított ferdén lefelé haladó kúpos kiemelkedés. Tapadási helyet biztosít a musculus brachioradialisnak és a ligamentum collaterale carpi radiale-nak. A külső oldali felszínén ennek a nyúlványnak van egy mélyedése, amiben a rövid hüvelykujjfeszítő izom (musculus extensor pollicis brevis) és a hosszú hüvelykujj-távolító izom (musculus abductor pollicis longus) ina fut.